# Cees Stam
Cees Stam (Koog aan de Zaan, 2 de noviembre de 1945) es un deportista neerlandés que compitió en ciclismo en la modalidad de pista, especialista en la prueba de medio fondo. Su hijo Danny también fue ciclista profesional.
Ganó 11 medallas en el Campeonato Mundial de Ciclismo en Pista entre los años 1968 y 1979.

## Medallero internacional
| Campeonato Mundial | Campeonato Mundial           | Campeonato Mundial | Campeonato Mundial |
| Año                | Lugar                        | Medalla            | Competición        |
| ------------------ | ---------------------------- | ------------------ | ------------------ |
| 1968               | Montevideo ( Uruguay)        | Medalla de plata   | Medio fondo (A)    |
| 1969               | Brno ( Checoslovaquia)       | Medalla de plata   | Medio fondo (A)    |
| 1970               | Leicester ( Reino Unido)     | Medalla de oro     | Medio fondo (A)    |
| 1972               | Marsella ( Francia)          | Medalla de plata   | Medio fondo (P)    |
| 1973               | San Sebastián ( España)      | Medalla de oro     | Medio fondo (P)    |
| 1974               | Montreal ( Canadá)           | Medalla de oro     | Medio fondo (P)    |
| 1975               | Rocourt ( Bélgica)           | Medalla de plata   | Medio fondo (P)    |
| 1976               | Monteroni di Lecce ( Italia) | Medalla de plata   | Medio fondo (P)    |
| 1977               | San Cristóbal ( Venezuela)   | Medalla de oro     | Medio fondo (P)    |
| 1978               | Múnich ( RFA)                | Medalla de bronce  | Medio fondo (P)    |
| 1979               | Ámsterdam ( Países Bajos)    | Medalla de bronce  | Medio fondo (P)    |

## Palmarés
- 1968

 Campeón de los Países Bajos de medio fondo amateur
- 1969

 Campeón de los Países Bajos de medio fondo amateur
- 1970

 Campeón del mundo en medio fondo amateur
 Campeón de los Países Bajos de medio fondo amateur
- 1971

 Campeón de los Países Bajos de medio fondo
- 1972

 Campeón de los Países Bajos de medio fondo
- 1973

 Campeón del mundo en medio fondo
 Campeón de los Países Bajos de medio fondo
- 1974

 Campeón del mundo en medio fondo
Campeón de Europa de medio fondo
 Campeón de los Países Bajos de medio fondo
- 1976

Campeón de Europa de medio fondo
- 1977

 Campeón del mundo en medio fondo
- 1978

 Campeón de los Países Bajos de medio fondo